# Australian Open 1974
Die 62. Australian Open 1974 waren ein Tennis-Rasenplatzturnier der Klasse Grand Slam, das von der ILTF veranstaltet wurde. Es fand vom 26. Dezember 1973 bis zum 1. Januar 1974 in Melbourne, Australien statt.
Titelverteidiger im Einzel waren John Newcombe bei den Herren sowie Margaret Court bei den Damen. Im Herrendoppel waren Mal Anderson und John Newcombe, im Damendoppel Margaret Court und Virginia Wade die Titelverteidiger.

## Herreneinzel

### Setzliste
| Nr. | Spieler        | Erreichte Runde |
| --- | -------------- | --------------- |
| 01. | John Newcombe  | Viertelfinale   |
| 02. | Jimmy Connors  | Sieg            |
| 03. | John Alexander | Halbfinale      |
| 04. | Björn Borg     | Achtelfinale    |
| 05. | Karl Meiler    | 2. Runde        |
| 06. | Colin Dibley   | Viertelfinale   |
| 07. | Onny Parun     | Achtelfinale    |
| 08. | Ross Case      | Halbfinale      |

| Nr. | Spieler              | Erreichte Runde |
| --- | -------------------- | --------------- |
| 09. | Phil Dent            | Finale          |
| 10. | Dick Crealy          | Achtelfinale    |
| 11. | Geoff Masters        | 1. Runde        |
| 12. | Allan Stone          | Achtelfinale    |
| 13. | Bob Giltinan         | Viertelfinale   |
| 14. | Barry Phillips-Moore | Achtelfinale    |
| 15. | Bob Carmichael       | 1. Runde        |
| 16. | John Cooper          | 1. Runde        |

## Dameneinzel

### Setzliste
| Nr. | Spielerin        | Erreichte Runde |
| --- | ---------------- | --------------- |
| 01. | Chris Evert      | Finale          |
| 02. | Evonne Goolagong | Sieg            |
| 03. | Kerry Melville   | Halbfinale      |
| 04. | Julie Heldman    | Halbfinale      |

| Nr. | Spielerin        | Erreichte Runde |
| --- | ---------------- | --------------- |
| 05. | Lesley Hunt      | Viertelfinale   |
| 06. | Kerry Harris     | 1. Runde        |
| 07. | Pam Teeguarden   | 2. Runde        |
| 08. | Kazuko Sawamatsu | Achtelfinale    |

## Herrendoppel

### Setzliste
| Nr. | Paarung                    | Erreichte Runde |
| --- | -------------------------- | --------------- |
| 01. | John Newcombe Tony Roche   | Halbfinale      |
| 02. | Ross Case Geoff Masters    | Sieg            |
| 03. | John Alexander Allan Stone | Viertelfinale   |
| 04. | Björn Borg Jimmy Connors   | Achtelfinale    |

| Nr. | Paarung                    | Erreichte Runde |
| --- | -------------------------- | --------------- |
| 05. | Phil Dent Colin Dibley     | Viertelfinale   |
| 06. | Syd Ball Bob Giltinan      | Finale          |
| 07. | Karl Meiler Onny Parun     | Achtelfinale    |
| 08. | Bob Carmichael Ray Ruffels | Viertelfinale   |

## Damendoppel

### Setzliste
| Nr. | Paarung                       | Erreichte Runde |
| --- | ----------------------------- | --------------- |
| 01. | Kerry Harris Kerry Melville   | Finale          |
| 02. | Evonne Goolagong Peggy Michel | Sieg            |
| 03. | Lesley Hunt Janet Young       | Halbfinale      |
| 04. | Judy Dalton Julie Heldman     | Halbfinale      |

## Mixed
Zwischen 1970 und 1986 wurden keine Mixed-Wettbewerbe bei den Australian Open ausgetragen.